# 1936 en Grèce
Chronologie de la Grèce
- 1932
- 1933
- 1934
- 1935
- 1936
- 1937
- 1938
- 1939
- 1940

Cette page concerne les évènements survenus en 1936 en Grèce  :

## Évènement
- À la suite du coup d'État du 4 août 1936, mise en place du régime du 4-Août ou régime de Métaxas (1936-1941)
- 26 janvier : élections législatives.
- Arrestation de Níkos Zachariádis

## Sport
- 6-16 février : participation de la Grèce aux Jeux olympiques d'hiver à Garmisch-Partenkirchen en Allemagne.
- 1er-16 août : participation de la Grèce aux Jeux olympiques d'été à Berlin.
- Championnat panhellénique (1936-1937) (en)
- Championnat panhellénique (1936-1937) (en)
- Création de clubs de football : Asteras Itea F.C. (en) et Iraklis Psachna F.C. (en).

## Création
- École Moraitis (en)
- Ligne Metaxas, ligne de fortifications construite le long de la frontière gréco-bulgare.
- Ministère de la Marine marchande (en)
- Ordre des Saints-Georges-et-Constantin
- Ordre des Saintes-Olga-et-Sophie

## Dissolution
- Parti des libres-penseurs (en)

## Naissance
- Damaskinos d'Andrinople, métropolite grec orthodoxe.
- Konstantínos Dímou, arbitre de basket-ball.
- Kóstas Karrás, acteur de théâtre, de cinéma et personnalité politique.
- Líla Kourkoulákou, réalisatrice, scénariste, actrice et productrice de cinéma et de télévision.
- Yórgos Stamboulópoulos, réalisateur, scénariste, directeur artistique et producteur de cinéma.

## Décès
- Konstantínos Demertzís, Premier ministre.
- Geórgios Kondýlis, militaire et personnalité politique.
- Leonídas Paraskevópoulos, général et personnalité politique.